# HSD17B8
HSD17B8 (англ. Hydroxysteroid 17-beta dehydrogenase 8) – білок, який кодується однойменним геном, розташованим у людей на короткому плечі 6-ї хромосоми. Довжина поліпептидного ланцюга білка становить 261 амінокислот, а молекулярна маса — 26 974.
| 10         |  | 20         |  | 30         |  | 40         |  | 50         |
| ---------- |  | ---------- |  | ---------- |  | ---------- |  | ---------- |
| MASQLQNRLR |  | SALALVTGAG |  | SGIGRAVSVR |  | LAGEGATVAA |  | CDLDRAAAQE |
| TVRLLGGPGS |  | KEGPPRGNHA |  | AFQADVSEAR |  | AARCLLEQVQ |  | ACFSRPPSVV |
| VSCAGITQDE |  | FLLHMSEDDW |  | DKVIAVNLKG |  | TFLVTQAAAQ |  | ALVSNGCRGS |
| IINISSIVGK |  | VGNVGQTNYA |  | ASKAGVIGLT |  | QTAARELGRH |  | GIRCNSVLPG |
| FIATPMTQKV |  | PQKVVDKITE |  | MIPMGHLGDP |  | EDVADVVAFL |  | ASEDSGYITG |
| TSVEVTGGLF |  | M          |  |            |  |            |  |            |

A: Аланін

C: Цистеїн

D: Аспарагінова кислота

E: Глутамінова кислота

F: Фенілаланін

G: Гліцин

H: Гістидин

I: Ізолейцин

K: Лізин

L: Лейцин

M: Метіонін

N: Аспарагін

P: Пролін

Q: Глутамін

R: Аргінін

S: Серин

T: Треонін

V: Валін

W: Триптофан

Кодований геном білок за функціями належить до оксидоредуктаз, фосфопротеїнів. 
Задіяний у таких біологічних процесах, як метаболізм жирних кислот, метаболізм ліпідів, біосинтез жирних кислот, біосинтез ліпідів, біосинтез стероїдів. 
Білок має сайт для зв'язування з НАД. 
Локалізований у мітохондрії.